# Lofjord
Der Lofjord (norwegisch Lofjorden) in der norwegischen Provinz Trøndelag ist ein östlicher Ausläufer des Åsenfjords, der wiederum einen Teilabschnitt des Trondheimfjords in dessen Südostbereich darstellt. Er ist benannt nach dem kleinen Weiler Lo oberhalb seines Ostufers. Der Lofjord spielte im Zweiten Weltkrieg im besetzten Norwegen eine wichtige Rolle, und die deutsche Kriegsmarine benannte ein von ihr in Norwegen erbeutetes Wohnschiff nach ihm, die ehemalige Black Prince.

## Geografie
Der Lofjord befindet sich nordöstlich von Trondheim zwischen Frosta und Åsen (Gemeinde Levanger) und bildet eine nach Nordwesten zwischen den Halbinseln Lauvtangen und Langøya offene, im Süden und Osten von hohen Bergen umschlossene Bucht. Die Ost-West-Ausdehnung beträgt etwa 1,5 km, die von Nordosten nach Südwesten an der breitesten Stelle rund 1,2 km. Die Einfahrt zwischen Lauvtangen und Langøya ist nur etwa 500 m breit.

## Geschichte
Im Ersten Weltkrieg wurde das zum Hilfskreuzer umfunktionierte deutsche Passagierschiff Berlin, nachdem es wegen Brennstoffmangels am 17. November 1914 Trondheim im neutralen Norwegen anlaufen musste, zunächst in der Hommelvika-Bucht bei Hommelvik am Südrand des Stjørdalsfjords, einem östlichen Ausläufer Trondheimfjords, später im Lofjord interniert.
Im Zweiten Weltkrieg unterhielt die deutsche Kriegsmarine im Lofjord einen wichtigen Stützpunkt, wo ihre Schiffe – insbesondere auch große Überwasserschiffe – gewartet und repariert werden konnten. Das Werkstattschiff Huascaran spielte dabei eine zentrale Rolle.
- Das Schlachtschiff Scharnhorst wurde nach einem Torpedotreffer des britischen Zerstörers Acasta vom 9. bis zum 20. Juni 1940 im Lofjord von den Technikern der Huascaran und des Bergungsschiffs Parat notrepariert, ehe es dann zurück nach Kiel verlegen konnte.
- Am 20. Juni 1940 wurde das Schlachtschiff Gneisenau durch einen Torpedotreffer des britischen U-Boots Clyde schwer beschädigt und musste im Lofjord von den Technikern der Huascaran provisorisch repariert werden, ehe es am 25. Juli nach Kiel in die Werft gehen konnte.

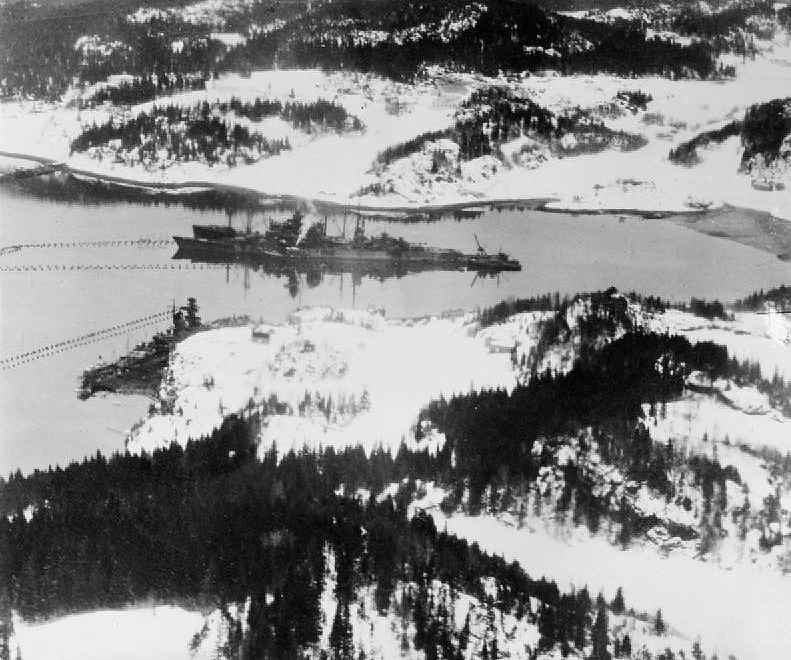
Admiral Scheer und Prinz Eugen (hinten) im Lofjord 1942; das Werkstattschiff Huascaran liegt längsseits der Prinz Eugen

- Die Schweren Kreuzer Prinz Eugen und Admiral Scheer verließen am 23. Februar 1942, begleitet von fünf Zerstörern und zwei Torpedobooten, Bergen mit Ziel Narvik. Die Prinz Eugen wurde in der Nacht durch einen Torpedotreffer des britischen U-Boots Trident vor Trondheim schwer beschädigt und lag danach vom 25. Februar bis zum 16. Mai 1942 im Lofjord, wo sie mit Hilfe der Huascaran notdürftig repariert und mit einem manuell betriebenen Notruder ausgestattet wurde.
- Die Admiral Scheer verblieb bis zum 10. Mai 1942 ebenfalls im Lofjord und verlegte erst dann in die Bogenbucht bei Narvik.
- Der Schwere Kreuzer Admiral Hipper war vom 21. März bis zum 10. September 1942 mit kurzen, einsatzbedingten Unterbrechungen im Lofjord stationiert. Von dort lief er am 2. Juli mit dem Schlachtschiff Tirpitz und einigen Zerstörern zum „Unternehmen Rösselsprung“ aus, einem geplanten Angriff auf den Nordmeergeleitzug PQ-17. Nachdem das Unternehmen am Abend des 5. Juli abgebrochen worden war, lief die Admiral Hipper zunächst zurück in die Bogenbucht bei Narvik und verlegte danach wieder bis zum 10. September in den Lofjord. Ab 13. September lag der Kreuzer dann im Altafjord.
- Der Schwere Kreuzer Lützow wurde im Mai 1942 nach Norwegen verlegt, wo er vom 26. Mai bis Anfang Juni im Lofjord lag, um dann in die Bogenbucht zu verlegen. Beim „Unternehmen Rösselsprung“ lief der Kreuzer am 3. Juli auf Grund und musste zur Notreparatur zurück in den Lofjord gehen, ehe er im August nach Kiel in die Werft fahren konnte.
- Die Tirpitz, die vom 16. Januar bis zum 2. Juli 1942 im Fættenfjord unweit südlich des Lofjords gelegen hatte[1] und dann nach dem Unternehmen Rösselsprung am 8. Juli in die Bogenbucht gegangen war, verlegte am 23. Oktober 1942 in den Lofjord, um dort überholt zu werden. Die Arbeiten wurden am 23. Januar 1943 abgeschlossen, und das Schiff blieb noch bis zum 11. März im Lofjord bzw. Fættenfjord, um intensive Probe- und Ausbildungsfahrten im Trondheimfjord durchzuführen. Erst dann verlegte es wieder nach Norden in die Bogenbucht und danach in den Altafjord.

Auch als U-Boot-Basis wurde der Lofjord von der Kriegsmarine genutzt.
- So verlegten die 24. und die 25. U-Flottille Anfang Juni 1941, vor dem Beginn des deutschen Angriffs auf die Sowjetunion, von Memel bzw. Danzig in den Lofjord, um dort unbehelligt von den Kampfhandlungen an der Ostfront ihrer Ausbildungstätigkeit nachgehen zu können.[2] Erst im September 1941 kehrten sie in die Ostsee zurück.
- Im August 1941 führte das U-Boot U 67, das als erstes deutsches U-Boot zum Schutz gegen ASDIC-Ortung mit einer Beschichtung aus Gummi-Platten ausgerüstet worden war, mit dem Versuchsschiff Strahl des Nachrichtenmittel-Versuchs-Kommandos (NVK) im Lofjord Testversuche durch.[3]
- Ab Juni 1943, dem Zeitpunkt ihrer Aufstellung, und bis Kriegsende war die 13. U-Flottille in Trondheim und im Lofjord stationiert.

Nach der Kapitulation der Wehrmacht im Mai 1945 internierte die britische Royal Navy eine Anzahl deutscher Schiffe im Lofjord, darunter den Aviso Grille, die beiden Werkstattschiffe Huascaran und Kamerun und das Wohnschiff Stella Polaris.